# 18880 Toddblumberg
18880 Toddblumberg è un asteroide della fascia principale. Scoperto nel 1999, presenta un'orbita caratterizzata da un semiasse maggiore pari a 3,2112908 au e da un'eccentricità di 0,1786196, inclinata di 9,65534° rispetto all'eclittica.
L'asteroide è dedicato allo studente statunitense Todd James Blumberg.